# FleishmanHillard
FleishmanHillard Inc. (anteriormente, Fleishman–Hillard) é uma agência de relações públicas e marketing fundada e sediada em St. Louis, Missouri. Foi adquirida pelo Omnicom Group em 1997, tornando-se parte da divisão Diversified Agency Services (DAS). A empresa foi fundada em 1946 por Alfred Fleishman e Robert E. Hillard.
Em 1994, a empresa expandiu suas operações para a região da Ásia-Pacífico com um escritório em Pequim. Em maio de 2013, a empresa mudou seu nome para FleishmanHillard Inc. e lançou o slogan "o Poder da Verdade". Em abril de 2021, a empresa tinha 78 escritórios em 30 países nas Américas, Ásia-Pacífico, Europa, Oriente Médio e África.